# Ctenomys torquatus
Ctenomys torquatus là một loài động vật có vú trong họ Ctenomyidae, bộ Gặm nhấm. Loài này được Lichtenstein mô tả năm 1830.